# メイソン・ノヴィック
メイソン・ノヴィック（Mason Novick, 1974年12月20日 - ）は、アメリカ合衆国カリフォルニア州ロサンゼルス在住の映画プロデューサー、タレントマネージャーである。

## キャリア
映画では『パニック・フライト』（2005年）、『JUNO/ジュノ』（2007年）、『(500)日のサマー』（2009年）、『ジェニファーズ・ボディ』（2009年）などにクレジットされている。また、『パニック・フライト』と『The Hollow』には端役で出演している。
2009年時点ではディアブロ・コーディによる『スイート・ヴァレー・ハイ』の映画化プロジェクトに関わっていた。

### ディアブロ・コーディとの関係
『ジェニファーズ・ボディ』、『JUNO/ジュノ』などのディアブロ・コーディ脚本作品の作品に関わり、後者ではインディペンデント・スピリット賞やクリストファー賞を受賞し、さらにアカデミー作品賞にもノミネートされた。
ノヴィックはミネアポリスに住んでいたコーディのブログを読んだことで彼女に興味を持ち、脚本を書いてみてはどうかと勧め、その結果『JUNO/ジュノ』が生まれた。
2011年にはコーディとの最新作『ヤング≒アダルト』が公開される。

## フィルモグラフィ

### 製作
- The Hollow (2004) ビデオ映画、出演
- JUNO/ジュノ Juno (2007)
- (500)日のサマー (500) Days of Summer (2009)
- ジェニファーズ・ボディ Jennifer's Body (2009)
- ヤング≒アダルト Young Adult (2011)
- バッドガイ 反抗期の中年男 Bad Words (2014)
- ARQ: 時の牢獄 ARQ (2016)
- 理想の男になる方法 When We First Met (2018)
- タリーと私の秘密の時間 Tully (2018)
- 僕が大人になる前に Big Time Adolescence (2019)
- デスペラードス 〜崖っぷち女子旅〜 Desperados (2020)
- Lisa Frankenstein (2024)

### 製作総指揮
- パニック・フライト Red Eye (2006) 出演（クレジット無し）
- Solstice (2008)
- ゾンビ・ホスピタル Insanitarium (2008) ビデオ映画
- ステイ・コネクテッド つながりたい僕らの世界 Men, Women & Children (2014)
- 私とあなたのオープンな関係 Newness (2017)
- ブロークン・ハート・ギャラリー The Broken Hearts Gallery (2020)

## 受賞歴
| 賞                               | 年     | 部門       | 作品名          | 結果       | 備考 | 出典   |
| -------------------------------- | ------ | ---------- | --------------- | ---------- | --- | ------ |
| アカデミー賞                     | 2007年 | 作品賞     | JUNO/ジュノ     | ノミネート | リアンヌ・ハルフォン、ラッセル・スミスと共同 | [ 8 ]  |
| インディペンデント・スピリット賞 | 2007年 | 作品賞     | JUNO/ジュノ     | 受賞       | ジョン・マルコヴィッチ、リアンヌ・ハルフォン、ラッセル・スミスと共同 | [ 9 ]  |
| インディペンデント・スピリット賞 | 2009年 | 作品賞     | (500)日のサマー | ノミネート | マーク・ウォーターズ、ジェエシカ・タッキンスキー、スティーヴン・J・ウルフと共同 | [ 10 ] |
| クリストファー賞                 | 2007年 | 長編映画賞 | JUNO/ジュノ     | 受賞       | ジェイソン・ライトマン、ディアブロ・コーディ、ジョン・マルコヴィッチ、リアンヌ・ハルフォン、ラッセル・スミス、ジム・ミラー、ケイリー・コノップ、ブラッド・ヴァン・アラゴン、ジョー・ドレイク、ネイサン・カヘイン、ダニエル・ダビッキと共同 | [ 11 ] |
| 全米製作者組合賞                 | 2007年 | 長編映画賞 | JUNO/ジュノ     | 受賞       | リアンヌ・ハルフォン、ラッセル・スミスと共同 | [ 12 ] |